# 扫把蕨
扫把蕨（学名：Diploblechnum fraseri）为乌毛蕨科扫把蕨属下的一个种。